# Желязко Радуков
Желязко Захариев Радуков е български дипломат с опит в редица области на отношенията на Република България със страните от Западните Балкани. Извънреден и пълномощен посланик на Република България в Република Северна Македония е от 2024 година.

## Биография
Желязко Захариев Радуков е роден в София. Син е на дипломата Захари Радуков, агент на Държавна сигурност. Завършва средно образование в Холанд Парк, Лондон, Обединеното кралство, с последваща специализация по политология и държавно управление, история и театрално изкуство. Защитава магистратура в Софийския университет „Св. Климент Охридски“ по специалност „Международни отношения“. Има професионален и международен опит в неправителствения сектор.
Професионалното му развитие преминава в дирекция „Югоизточна Европа“ на Министерството на външните работи, където в различни периоди е отговарял за Северна Македония, Сърбия, Босна и Херцеговина, Косово и Черна гора, като е работил по целия спектър на двустранните отношения с тези държави, включително по тяхното европейско измерение. Представлявал е Министерството на външните работи на международни форуми, участвал е в двустранни и многостранни преговори и в изготвянето на стратегическите документи за развитието на външнополитическите отношения на Република България в региона на Западните Балкани. Подпомагал е администрирането на проекти по механизмите за финансова подкрепа на българската държава зад граница – Официалната помощ за развитие и Програмата за подкрепа на организации на български общности.
В периода 2010 – 2013 година е дългосрочно командирован като трети секретар в Посолството на Република България в Скопие, където отговаря за: отворените политически въпроси и парламентарната дипломация; връзките с политическите партии, българската общност, неправителствения сектор и местните власти; информационна дейност по процесите в Северна Македония, публичната дипломация и др. В периода 2019 – 2021 година е дългосрочно командирован като първи секретар в посолството на Република България в Белград, където отговаря за: проблемите на българския бизнес и икономическата дипломация; връзките с организациите на българската общност, неправителствения сектор и политическите партии; информационна дейност по процесите в Сърбия, Черна гора и Косово; публичната дипломация и др.
От 2021 година Желязко Радуков отговаря в Министерството на външните работи за Република Северна Македония в двустранен и европейски контекст. Той има ключова роля при създаването и прилагането на Европейския компромис от 2022 година, включително в двустранните преговори по Протокола от Второто заседание на Междуправителствената комисия по чл. 12 от Договора за приятелство, добросъседство и сътрудничество между Република България и Република Македония, подписан през юни 2022 година. Организационен секретар е на Съвместната мултидисциплинарна експертна комисия по историческите и образователни въпроси на България и Северна Македония. Активно работи по защитата на правата и културно-историческото наследство на българската общност в Северна Македония.